# Lolium
El género Lolium perteneciente a la familia de las gramíneas (Poaceae, Gramineae) está constituido por 8 especies euroasiáticas.

## Descripción
Son hierbas anuales o perennes, mesotérmicas, con hojas planas y tiernas. Poseen una espiga terminal, dística, comprimida, con el raquis articulado. Las espiguillas son plurifloras, alternas y solitarias en cada nudo, las laterales con una sola gluma y la terminal con dos, dispuestas en el mismo plano que el raquis. La raquilla se halla articulada por encima de las glumas y entre los antecios. La gluma superior es lanceolada, rígida. La lemma es oblonga o lanceolada con el dorso redondeado. La pálea es bicarenada, apenas menor que la lemma. La flor es hermafrodita con tres estambres. El cariopse es oblongo y se halla adherido a las glumelas. El número cromosómico básico del género es x=7. 
Aparte de la bíblica cizaña (Lolium temulentum L.), considerada una maleza muy dañina, dentro del género también se encuentran especies de gran importancia forrajera en regiones de clima templado como el "raigrás anual" (L. multiflorum Lam.) y el "raigrás perenne" (L. perenne L.).

### Cultivo y usos
Lolium contienen varias especies muy importantes como pasturas forrajeras y para césped, notablemente el estadio The Championships, Wimbledon. Para ganadería, producen un forraje de muy buena calidad y palatabilidad. También se utiliza a estas especies para programas de control de erosión de suelos. 
Algunas especies, particularmente L. temulentum, son malezas afectando severamente la producción del trigo y de otros cultivos. El polen de raigrás es una de los mayores causas de la fiebre del heno.

## Taxonomía
El género fue descrito por Carlos Linneo y publicado en Species Plantarum 1: 83. 1753. La especie tipo es: Lolium perenne L.
Etimología
Lolium: nombre genérico dado por Virgilio a una maleza problemática.
Citología
Tiene un número de cromosomas de: x = 7. 2n = 14 y 28. 2 y 4 ploidias. Cromosomas ‘grandes’.

## Especies
- Lolium arundinaceum
- Lolium canariense
- Lolium edwardii
- Lolium multiflorum
- Lolium parabolicae
- Lolium perenne
- Lolium rigidum
- Lolium siculum
- Lolium temulentum[3][4]

### Sinonimia
- L. ambiguum = Lolium multiflorum
- L. annuum = Lolium temulentum
- L. arundinaceum = Festuca arundinacea
- L. berteronianum = Lolium temulentum
- L. brasilianum = Lolium perenne
- L. canadense = Lolium perenne
- L. crassiculme = Lolium rigidum
- L. cuneatum = Lolium temulentum
- L. dorei = Lolium persicum
- L. giganteum = Festuca gigantea
- L. gracile = Lolium temulentum

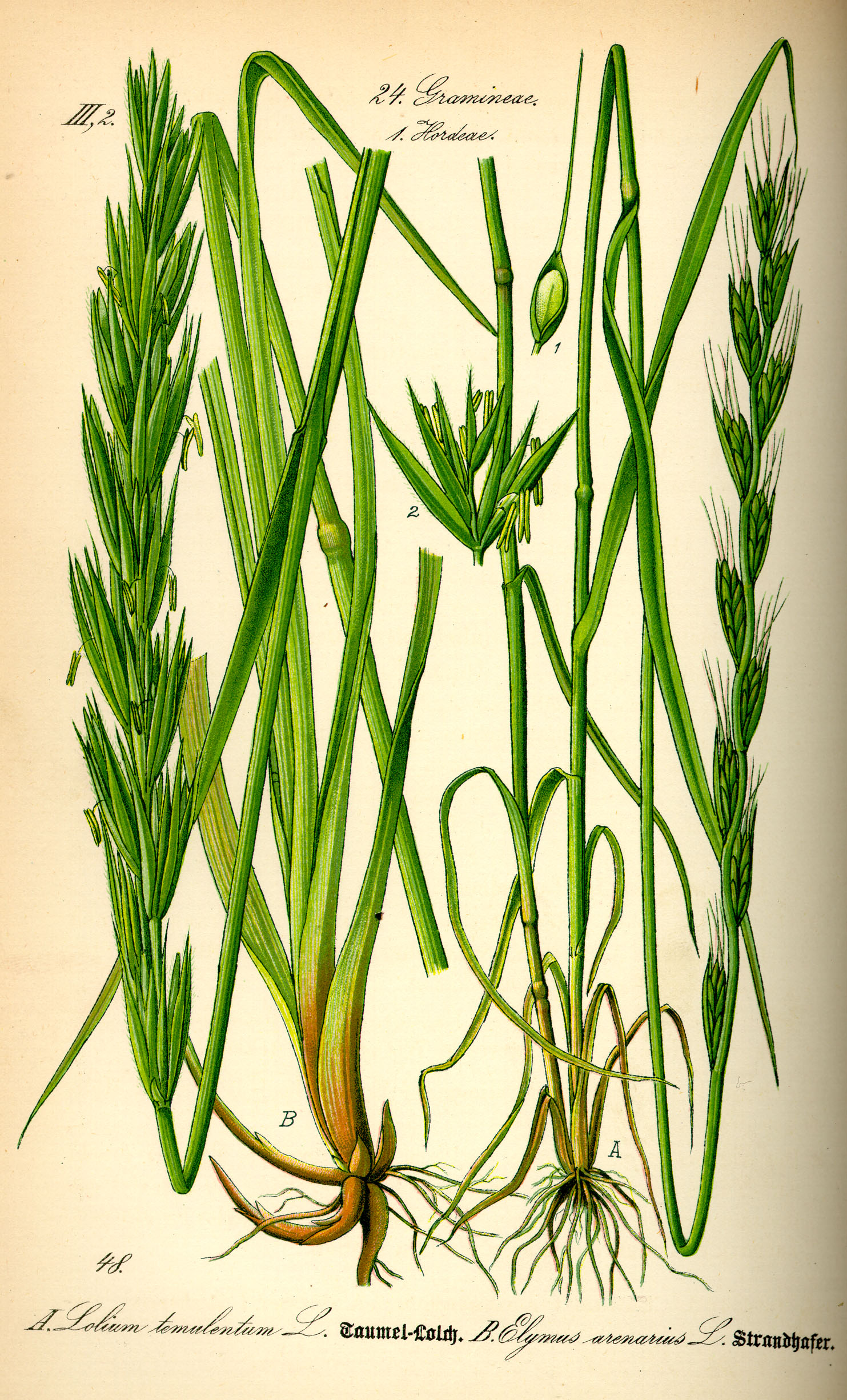
Ilustración de Lolium temulentum (Poison Darnel)

- L. lepturoides = Lolium rigidum subsp. lepturoides
- L. marschallii = Lolium perenne
- L. parabolicae = Lolium rigidum
- L. pratense = Festuca pratensis
- L. remotum = Lolium temulentum subsp. remotum
- L. romanum = Lolium multiflorum
- L. scabrum = Lolium multiflorum
- L. siculum = Lolium multiflorum
- L. subulatum = Lolium rigidum subsp. lepturoides
- L. teres = Lolium rigidum subsp. lepturoides
- L. trabutii = Lolium rigidum